# Marcel Koprol
Marcel Koprol, slovenski inženir kemijske tehnologije in diplomat, * 26. maj 1945, Zagreb.
V času 8. vlade Republike Slovenije je bil državni sekretar v kabinetu predsednika vlade, zadolžen za evropske zadeve.